# 1995년 칸 영화제
제48회 칸 영화제는 1995년 5월 17일부터 1995년 5월 28일까지 열린 영화제이다. 프랑스 칸에서 개최되었다.

## 수상

### 황금종려상
- 언더그라운드 - 에미르 쿠스투리차 수상
- 랜드 앤 프리덤 - 케네스 로치

### 심사위원대상
- 율리시즈의 시선 - 테오도로스 앙겔로플로스 수상

### 감독상
- 증오 - 마티유 카소비츠 수상

### 여우주연상
- 조지 왕의 광기 - 헬렌 미렌 수상

### 남우주연상
- 캐링턴 - 조나단 프라이스 수상

### 심사위원특별상
- 캐링턴 - 크리스토퍼 햄튼 수상

### FIPRESCI 상
- 랜드 앤 프리덤 - 케네스 로치 수상